# Дорох, Нина Петровна
Ни́на Петро́вна До́рох (25 июля 1956, Перволок) — советская гребчиха-байдарочница, выступала за сборную СССР во второй половине 1970-х годов. Чемпионка мира, многократная чемпионка национальных первенств. На соревнованиях представляла спортивное общество «Динамо», заслуженный мастер спорта СССР (1979).

## Биография
Нина Дорох родилась 25 июля 1956 года в деревне Перволок (Гомельская область). Активно заниматься греблей начала в раннем детстве, состояла в гомельской команде добровольного спортивного общества «Динамо». Первого серьёзного успеха добилась в 1976 году, когда выиграла две золотые медали на взрослом первенстве СССР, с четырёхместной байдаркой на дистанции 500 метров и с одиночкой в эстафете 4 × 500 м. Попав в основной состав национальной сборной, выступила на мировом первенстве в болгарской Софии, привезла оттуда бронзовую медаль, выигранную в полукилометровой программе среди четвёрок.
Год спустя Дорох была лучшей на полукилометровой дистанции среди двоек, ещё через год повторила это достижение и благодаря череде удачных выступлений удостоилась права защищать честь страны на чемпионате мира в югославском Белграде — в парной полукилометровой программе финишировала второй и получила, таким образом, награду серебряного достоинства. В 1979 году в очередной раз стала победительницей всесоюзного первенства среди двоек на дистанции 500 метров, после чего отправилась на мировое первенство в немецкий Дуйсбург, где в той же дисциплине совместно со своей давней партнёршей Натальей Калашниковой завоевала золотую медаль. За это достижение по итогам сезона удостоена почётного звания «Заслуженный мастер спорта СССР».
Вскоре после этих соревнований приняла решение завершить карьеру спортсменки, уступив место в сборной молодым советским гребчихам. Имеет высшее образование, окончила Белорусский государственный университет физической культуры.